# Tuyến đường châu Âu E69

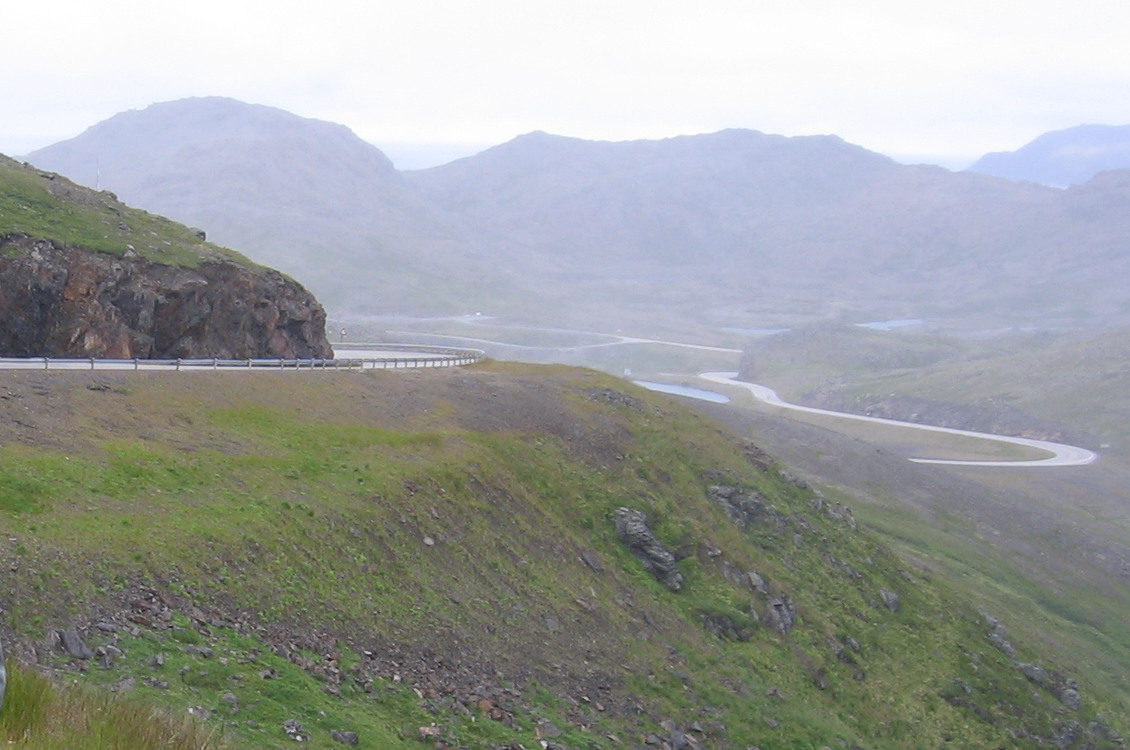
Đường E 69 tại Magerøya

Tuyến đường châu Âu E69 là một tuyến đường thuộc Mạng lưới Đường bộ Quốc tế châu Âu từ Olderfjord tới Bắc Cape ở phía bắc Na Uy. Tổng chiều dài của tuyến đường là 129 km (80 dặm), trong đó có 5 đường hầm dài tổng cộng 15,5 km (9,6 dặm). Dài nhất trong số đó là Đường hầm Bắc Cape dài 6,9 km (4,3 dặm) và nằm ở độ sâu 212 mét (696 ft) dưới mực nước biển.
Phần phía bắc của con đường đóng cửa trong những tháng mùa đông để đảm bảo an toàn trước tình trạng lở tuyết. Tuy nó không phải là tận cùng về về Bắc như ở Svalbard hay Greenland, nhưng những tuyến đường tại đây đều bị cô lập và ngắn. Vì vậy nên E69 là Tuyến đường bộ Quốc tế châu Âu xa nhất về phía Bắc của châu Âu.